# Институт управления проектами
Институт управления проектами (Project Management Institute, PMI) — всемирная некоммерческая организация по управлению проектами.
PMI осуществляет разработку стандартов, проведение исследований, образовательную деятельность, публикацию статей, журналов и книг, расширение возможностей сотрудничества в региональных отделениях, проведение конференций и обучающих семинаров, а также аккредитацию в области управления проектами.
PMI привлекает волонтеров для создания отраслевых стандартов, таких как Руководство к Своду знаний по управлению проектами (PMBOK). Руководство PMBOK было признано Американским Национальным Институтом Стандартов (ANSI). В 2012 году процессы управления проектами, описанные в Руководстве PMBOK 4-го издания, были адаптированы Международной организацией по стандартизации (ISO).

## История
В 1960-е гг. управление проектами как таковое начали применять в аэрокосмической, строительной и оборонной промышленности. Институт управления проектами (PMI) был организован представителями данных отраслей и научных кругов в октябре 1969 года в Технологическом институте Джорджии как некоммерческая организация. В 1975 году цели PMI были сформулированы так:
- содействие признанию потребности в профессиональном подходе к управлению проектами;
- предоставление площадки для свободного обсуждения проблем в управлении проектами, вариантов решений и их практического применения;
- координация отраслевых и академических исследований;
- разработка общей терминологии и методов для улучшения коммуникаций;
- обеспечение взаимодействий между пользователями и поставщиками аппаратных и программных систем;
- предоставление рекомендаций для обучения и профессионального развития в области управления проектами.

В 1970-х годах 10-15 процентов усилий Института были сосредоточены на разработке стандартов. Данной деятельностью занимался Профессиональный Комитет по Связям, совместно с Техническим, Исследовательским и Образовательным Комитетами. На государственном уровне Институт осуществлял деятельность через Национальный Комитет Стандартизации США XK 36.3, и на международном уровне, через назначенного наблюдателя в европейской Международной Ассоциации Управления Проектами (IPMA) (в то время Ассоциация называлась INTERNET). PMI не взаимодействовал напрямую с федеральным правительством США, однако многие члены Института являлись федеральными государственными служащими в учреждениях, связанных с управлением проектами.
В 1980-е годы были предприняты усилия для стандартизации процедур и подходов к управлению проектами. Первое издание Руководства к Своду знаний по управлению проектами (PMBOK) было выпущено Институтом в 1996 году.
В конце 1990-х годов Верджил Р. Картер стал президентом PMI. Во время его пребывания в должности количество членов Института увеличилось в три раза и составило 90,000 членов в 120 странах по всему миру. В 2002 году Картера сменил Грегори Балестреро который руководил Институтом в течение следующего десятилетия. Количество членов вновь увеличилось втрое и достигло 260,000 членов в 150 странах в 2008 году.

## Сертификация
В 1984 году Институт запустил первую программу сертификации с присвоением статуса «Профессионал в управлении проектами» (Project Management Professional, PMP). Впоследствии данная сертификация стала стандартом де-факто в управлении проектами, наравне с сертификацией PRINCE2. В 2007 сертификация получила аккредитацию Международной организации по стандартизации (ISO) в соответствии со стандартом ANSI/ISO/IEC 17024. По данным на 2015 год свыше 660,000 человек получили степень PMP.
Позже PMI ввел много других программ сертификации. Для получения сертификата не обязательно быть членом PMI.
Для получения сертификата PMI кандидаты прежде всего должны документально подтвердить соответствие требованиям к образованию и опыту. Далее необходимо пройти тестирование состоящее из вопросов с несколькими вариантами ответов. Для подготовки к такому тестированию лучше всего пользоваться симуляторами экзамена PMP. Для некоторых сертификатов необходимо также пройти Multi Rater Assessment (MRA) — комплексную оценку по системе круговой оценки или методу 360 градусов.
Большинство сертификатов необходимо продлять каждые три года. Для этого необходимо накапливать Единицы Профессионального Развития (Professional Development Units, PDU). Существуют различные способы получения PDU, такие как принятие участия в обучении, посещение международных конгрессов PMI, внесение вклада в профессиональные исследования или написание и публикация статей, посвященных управлению проектами. 
Список программ сертификаций предлагаемых PMI:
Сертификации с присвоением статуса:
- Сертифицированный специалист по управлению проектами (Certified Associate in Project Management, CAPM)
- Профессионал в управлении проектами (Project Management Professional, PMP)
- Профессионал в управлении программами (Program Management Professional, PgMP)
- Профессионал в управлении портфелями (Portfolio Management Professional, PfMP)
- Сертифицированный специалист-практик PMI по методам Agile (PMI Agile Certified Practitioner, PMI-ACP)
- Профессионал PMI в области управления рисками (PMI Risk Management Professional, PMI-RMP)
- Профессионал PMI в области календарного планирования (PMI Scheduling Professional, PMI-SP)
- Профессионал PMI в области бизнес-анализа (PMI Professional in Business Analysis, PMI-PBA)

Сертификации
- Сертифицированный профессионал PMI по Модели зрелости организационного управления проектами (PMI Certified OPM3 Professional)

## Стандарты
Стандарты, разрабатываемые и публикуемые PMI, делятся на три основные категории:
- Основополагающие стандарты
- Практические стандарты и модели
- Расширения стандартов PMI

Список стандартов по категориям:
Основополагающие стандарты
- Руководство к Своду знаний по управлению проектами (PMBOK) — Седьмое издание (2021) / A Guide to the Project Management Body of Knowledge (PMBOK Guide) — Seventh Edition (2021). Переведено на русский язык.
- Руководство к Своду знаний по управлению проектами (PMBOK) — Шестое издание (2017) / A Guide to the Project Management Body of Knowledge (PMBOK Guide) — Sixth Edition (2017). Переведено на русский язык.
- Стандарт управления программой — Третье издание (2013) / The Standard for Program Management — Third Edition (2013).
- Стандарт управления портфелем — Третье издание (2013) / The Standard for Portfolio Management — Third Edition (2013). Второе издание стандарта переведено на русский язык.
- Модель зрелости организационного управления проектами | База знаний — Вторая редакция (2008) / Organizational Project Management Maturity Model (OPM3) | Knowledge Foundation — Second Edition (2008).

Практические стандарты и модели
- Практический стандарт для управления рисками проекта (2009) / Practice Standard for Project Risk Management (2009)
- Практический стандарт для управления освоенной стоимостью — Второе издание (2011) / Practice Standard for Earned Value Management — Second Edition (2011)
- Практический стандарт для управления конфигурацией проекта (2007) / Practice Standard for Project Configuration Management (2007)
- Практический стандарт для разработки иерархических структур работ (2006) / Practice Standard for Work Breakdown Structures—Second Edition (2006)
- Практический стандарт для разработки расписания — Второе издание (2011) / Practice Standard for Scheduling — Second Edition (2011)
- Практический стандарт для оценки проектов (2010) / Practice Standard for Project Estimating (2010)
- Модель развития компетенций менеджера проекта — Второе издание (2007) / Project Manager Competency Development Framework — Second Edition (2007). Переведено на русский язык.

Расширения стандартов PMI
- Дополнение к Руководству PMBOK для строительных проектов — Третье издание (2007) / Construction Extension to the PMBOK Guide — Third Edition (2007). Переведено на русский язык.
- Дополнение к Руководству PMBOK для государственных проектов — Третье издание (2006) / Government Extension to the PMBOK Guide — Third Edition (2006)
- Дополнение к Руководству PMBOK для программных проектов — Пятая редакция (2013) / Software Extension to the PMBOK Guide — Fifth Edition (2013)

Обобщенный глоссарий стандартов
PMI публикует обобщенный глоссарий с перечнем сокращений, терминов и определений, используемых в стандартах:
- Обобщенный Глоссарий — Третья редакция / Combined Standards Glossary — Third Edition.

Согласно принятой практике PMI, стандарты разрабатываются волонтерами путём открытого процесса с принятием решений на основе консенсуса. Данный процесс включает в себя представление публичной рабочей версии стандарта на всеобщее обозрение и обсуждение.

## Награды и новые направления деятельности
PMI присуждает награды за особые достижения в области управления проектами по различным категориям, а именно: профессионалы, организации, научные работники, авторы и поставщики программ непрерывного профессионального обучения. Награждение проходит на Североамериканском Конгрессе PMI в ноябре каждого года.
Под управлением Института Управления Проектами действует сеть зарегистрированных образовательных провайдеров (Registered Education Provider, REP).
С марта 2011 г. PMI запустил программу регистрации компаний, оказывающих профессиональные услуги консалтинга в проектном управлении (RCP — Registered Consulting Program).